# Nicezio di Lione
Nicezio di Lione, in francese Nizier de Lyon o Saint Nizier o Nicet, o in latino Nicetius o Nicetus (513 – Lione, 2 aprile 573), è stato un arcivescovo franco, venerato come santo dalla Chiesa cattolica.

## Biografia
Di famiglia senatoriale, successe al vescovo Sacerdos del quale era nipote, il 19 gennaio 553.
Era zio di San Gregorio di Tours, che ne descrisse la vita nella sua Vitae patrum. Dopo la sua morte gli furono attribuiti numerosi miracoli. Il vescovo Aetherius, che lo conosceva bene, contribuì alla diffusione del suo culto. Ricevette dal papa il titolo di Patriarca. Fu anche esorcista.

## Culto
La sua salma fu probabilmente inumata nella chiesa di san Nicezio a Lione, già chiesa dei Santi Apostoli, dedicata a lui dopo la sua morte.
La sua Memoria liturgica cade il 2 aprile.